# UCI Coupe des Nations Juniors 2008
L'UCI Coupe des Nations Juniors 2008 est la première édition de l'UCI Coupe des Nations Juniors. Elle est réservée aux coureurs d'équipes nationales de moins de 19 ans.

## Résultats
| Date                | Nom de l'épreuve                                  | Pays           | Vainqueur          | Vainqueur (nations) | Leader (nations) |
| ------------------- | ------------------------------------------------- | -------------- | ------------------ | ------------------- | ---------------- |
| 13 avril            | Le Pavé de Roubaix                                | France         | Andrew Fenn        | France              | France           |
| 7-11 mai            | Course de la Paix juniors                         | Tchéquie       | Michał Kwiatkowski | Pologne             | Pologne          |
| 22-25 mai           | Trofeo Karlsberg                                  | Allemagne      | Michał Kwiatkowski | Pologne             | Pologne          |
| 12-13 juillet       | GP Général Patton                                 | Luxembourg     | Sebastian Lander   | Danemark            | Belgique         |
| 17 juillet          | Championnats du monde juniors du contre-la-montre | Afrique du Sud | Michał Kwiatkowski | Allemagne           | Pologne          |
| 20 juillet          | Championnats du monde juniors sur route           | Afrique du Sud | Johan Le Bon       | France              | Pologne          |
| 31 juillet - 3 août | Coupe des Nations Abitibi                         | Canada         | Nathan Brown       | États-Unis          | Pologne          |
| 19-21 septembre     | Tour d'Istrie                                     | Croatie        | Peter Sagan        | Belgique            | Belgique         |

## Classement par nations
| Pos. | Pays       | Points |
| ---- | ---------- | ------ |
| 1.   | Belgique   | 212    |
| 2.   | Pologne    | 194    |
| 3.   | Danemark   | 171    |
| 4.   | France     | 159    |
| 5.   | États-Unis | 110    |
| 6.   | Slovaquie  | 106    |
| 7.   | Australie  | 96     |
| 8.   | Allemagne  | 91     |
| 9.   | Pays-Bas   | 90     |
| 10.  | Italie     | 82     |